# 三舞村
三舞村（みまいむら）は、和歌山県西牟婁郡にあった村。現在の白浜町の中部、日置川の中流域およびすさみ町大字太間川にあたる。

## 地理
- 山岳：米山、塩津山、やはす山、行徳山、三舞山、善司ノ森山
- 河川：日置川、太間川

## 歴史

### 村名の由来
三舞山による。

### 沿革
- 1889年（明治22年）4月1日 - 町村制の施行により、安居村、寺山村、中島村、向平村、神宮寺村、久木村、田野井村、口ヶ谷村及び太間川村の区域をもって、三舞村が発足する。
- 1955年（昭和30年）3月31日 - 大字太間川の区域が周参見町に編入する。同日、周参見町、大都河村及び佐本村が合併して、すさみ町が発足する。
- 1956年（昭和31年）9月30日 - 川添村、三舞村及び日置町が合併して、日置川町が発足する。

## 出身著名人
- 並木弘（篤農家、和歌山県会議長、衆議院議員）